# C1QTNF1
C1QTNF1, komplement C1q tumor nekrozni faktor-srodni protein 1, je protein koji je kod čoveka kodiran C1QTNF1 genom.

## Interakcije
Za C1QTNF1 je bilo pokazano da interaguje sa arginin vazopresinskim receptorom 2.

## Literatura
1. ↑  Innamorati G, Whang MI, Molteni R, Le Gouill C, Birnbaumer M (2002). „GIP, a G-protein-coupled receptor interacting protein”. Regul Pept. 109 (1–3): 173—9. PMID 12409230. doi:10.1016/S0167-0115(02)00201-X.
2. ↑  „Entrez Gene: C1QTNF1 C1q and tumor necrosis factor related protein 1”.
3. ↑  Innamorati, Giulio; Whang Michael Insuk;  . (2002). „GIP, a G-protein-coupled receptor interacting protein”. Regul. Pept. Netherlands. 109 (1–3): 173—9. ISSN 0167-0115. PMID 12409230. doi:10.1016/S0167-0115(02)00201-X.

## Dodatna literatura
- Innamorati G, Bianchi E, Whang MI (2006). „An intracellular role for the C1q-globular domain”. Cell Signal. 18 (6): 761—70. PMID 16386877. doi:10.1016/j.cellsig.2005.11.004.
- Kim KY; Kim HY; Kim JH;  . (2006). „Tumor necrosis factor-alpha and interleukin-1beta increases CTRP1 expression in adipose tissue”. FEBS Lett. 580 (16): 3953—60. PMID 16806199. doi:10.1016/j.febslet.2006.06.034.
- Otsuki T; Ota T; Nishikawa T;  . (2007). „Signal sequence and keyword trap in silico for selection of full-length human cDNAs encoding secretion or membrane proteins from oligo-capped cDNA libraries”. DNA Res. 12 (2): 117—26. PMID 16303743. doi:10.1093/dnares/12.2.117.
- Rual JF; Venkatesan K; Hao T;  . (2005). „Towards a proteome-scale map of the human protein-protein interaction network”. Nature. 437 (7062): 1173—8. PMID 16189514. doi:10.1038/nature04209.
- Gerhard DS; Wagner L; Feingold EA;  . (2004). „The status, quality, and expansion of the NIH full-length cDNA project: the Mammalian Gene Collection (MGC)”. Genome Res. 14 (10B): 2121—7. PMC 528928 . PMID 15489334. doi:10.1101/gr.2596504.
- Ota T; Suzuki Y; Nishikawa T;  . (2004). „Complete sequencing and characterization of 21,243 full-length human cDNAs”. Nat. Genet. 36 (1): 40—5. PMID 14702039. doi:10.1038/ng1285.
- Clark HF; Gurney AL; Abaya E;  . (2003). „The secreted protein discovery initiative (SPDI), a large-scale effort to identify novel human secreted and transmembrane proteins: a bioinformatics assessment”. Genome Res. 13 (10): 2265—70. PMC 403697 . PMID 12975309. doi:10.1101/gr.1293003.
- Strausberg RL; Feingold EA; Grouse LH;  . (2003). „Generation and initial analysis of more than 15,000 full-length human and mouse cDNA sequences”. Proc. Natl. Acad. Sci. U.S.A. 99 (26): 16899—903. PMC 139241 . PMID 12477932. doi:10.1073/pnas.242603899.